# Empelt

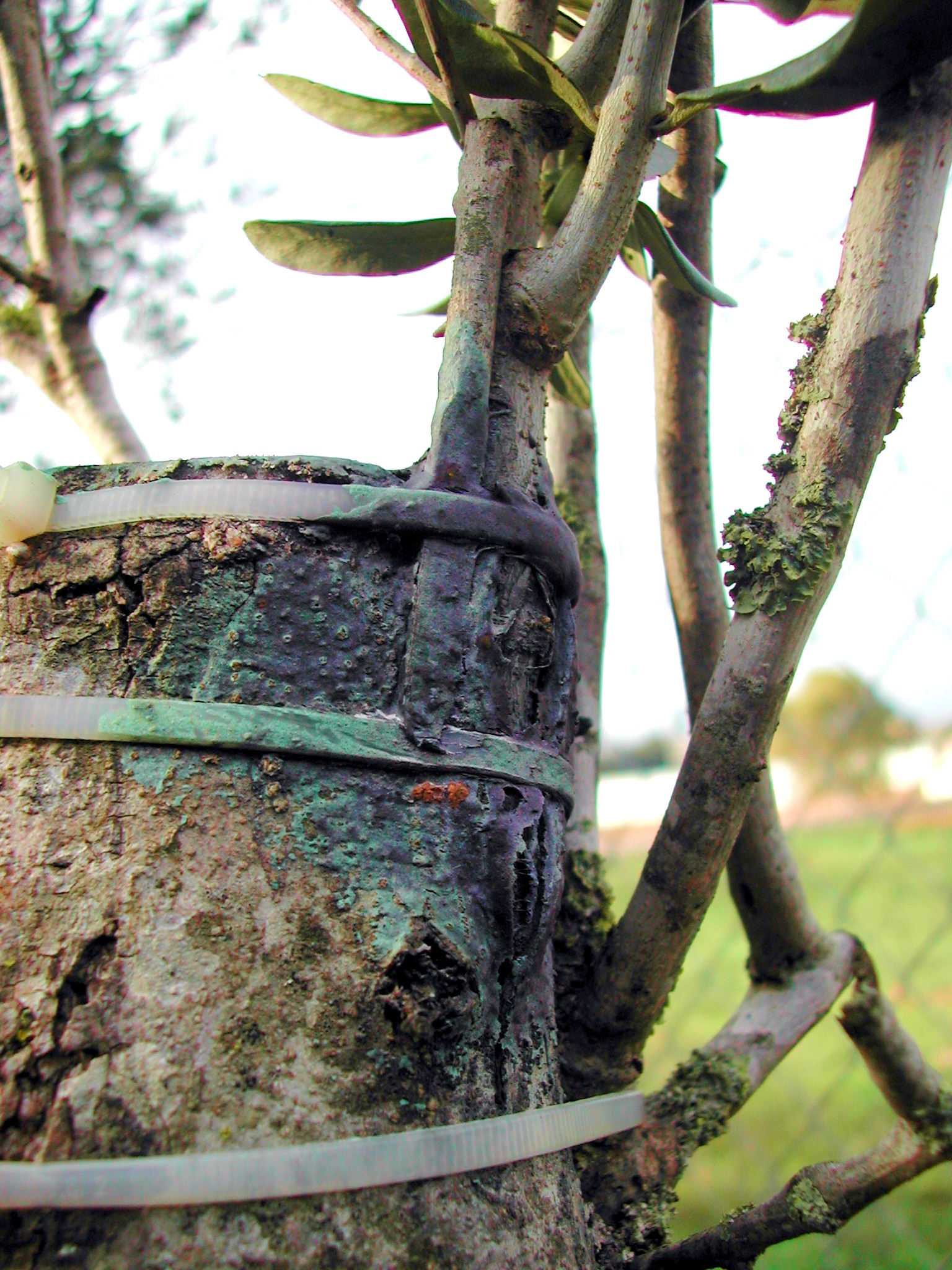
Empelt d'olivera (per aproximació)

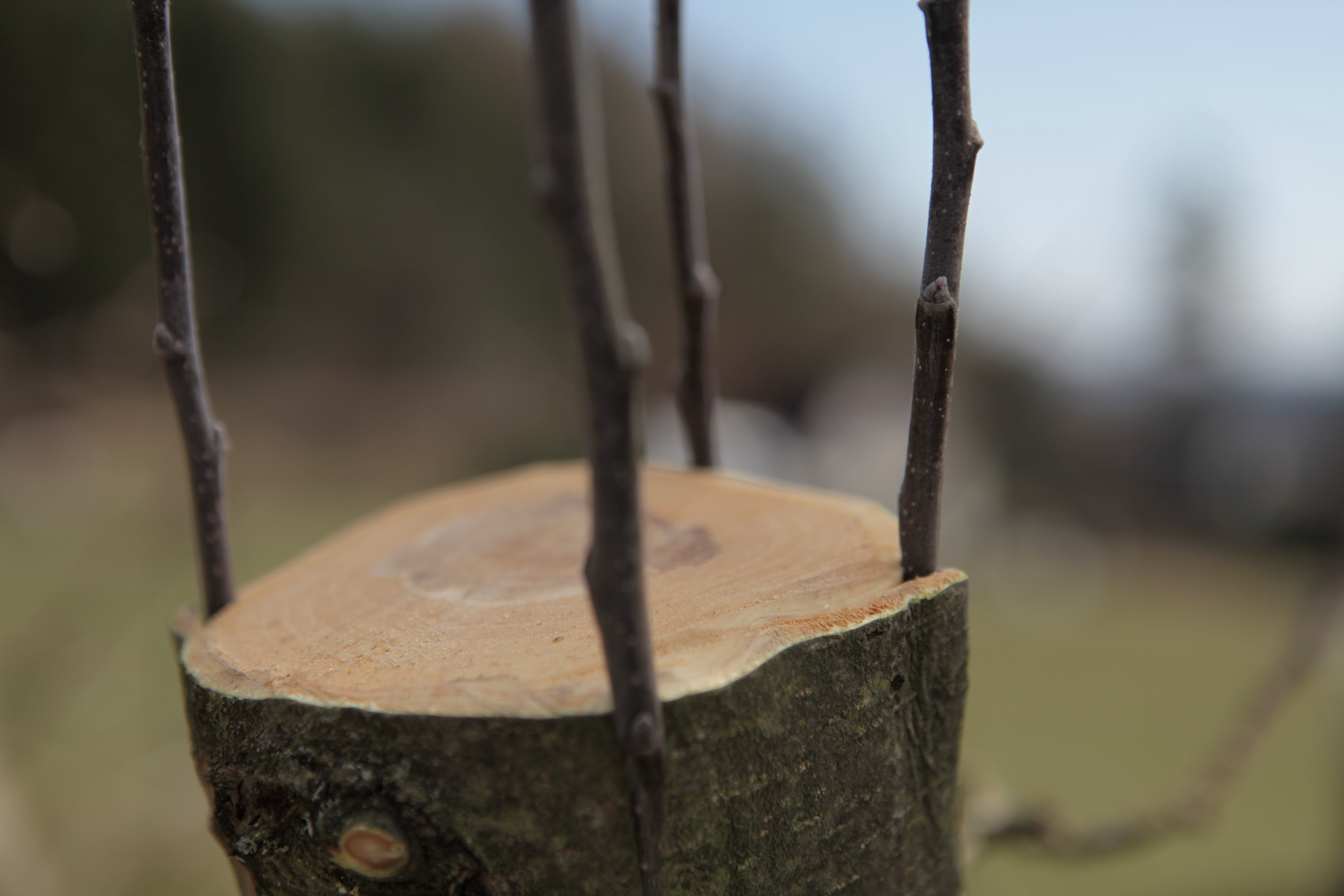
Empelt de corona o d'escorça.

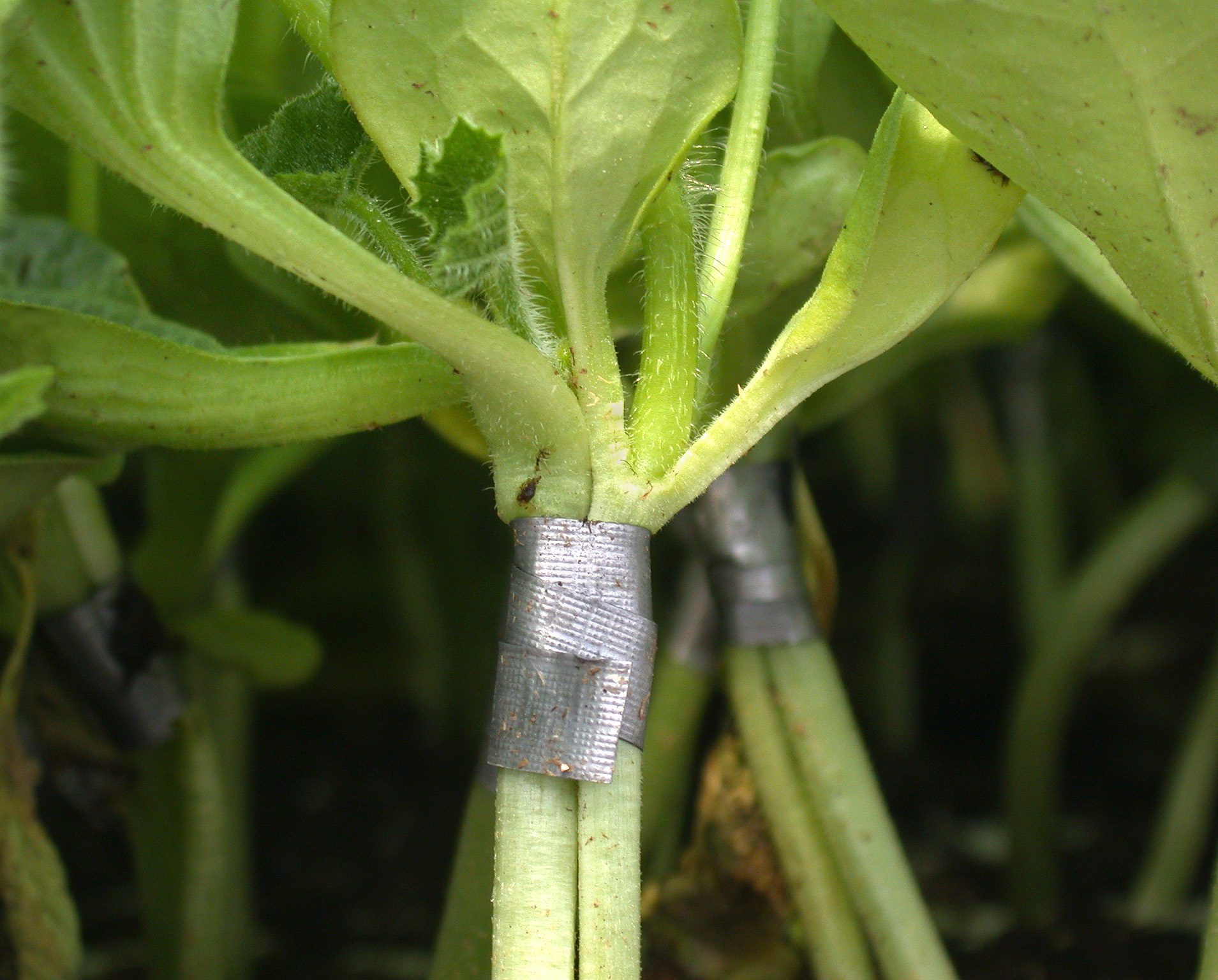
Empelt en cucurbitàcia.

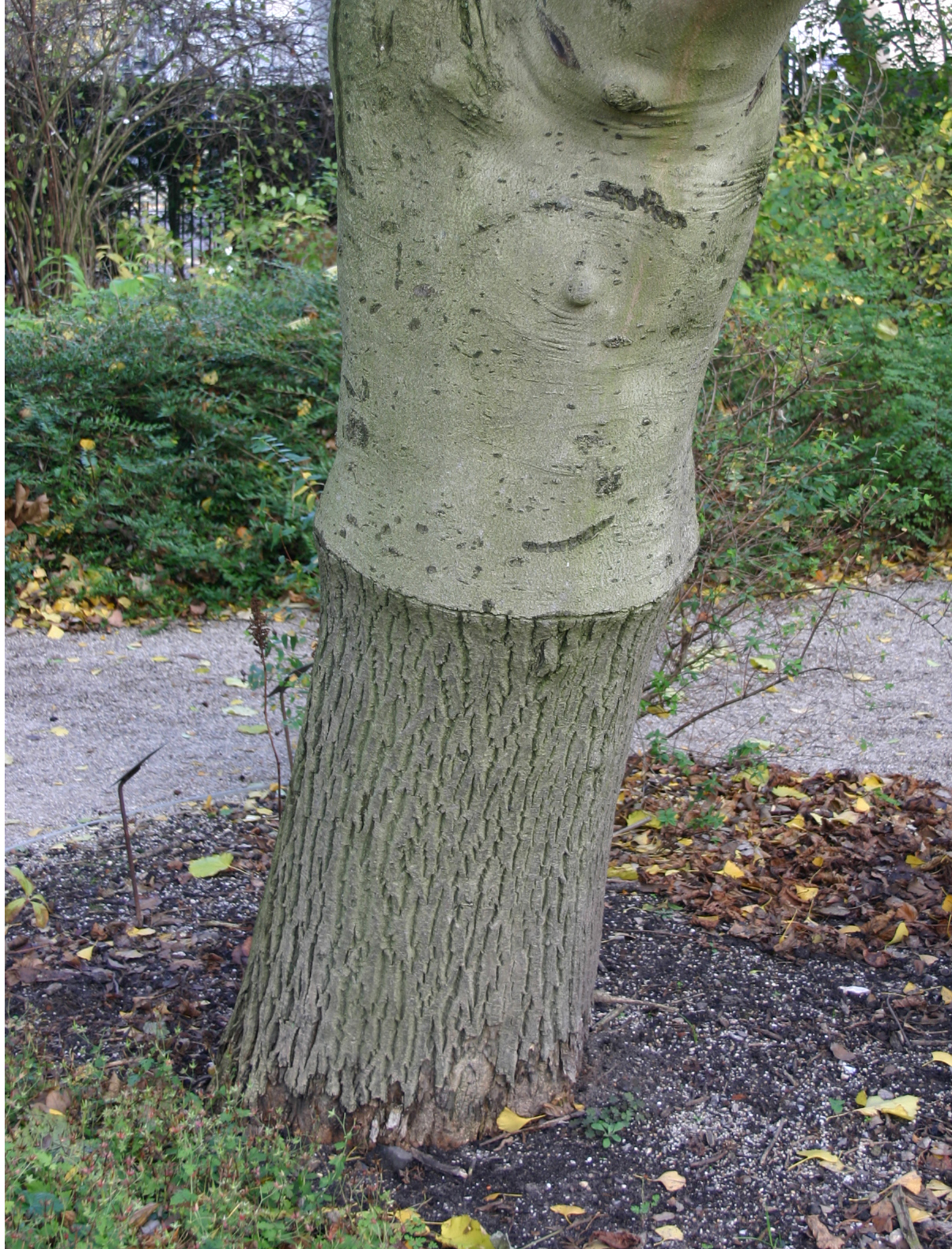
Exemple d'empelt madur entre varietats de freixe.

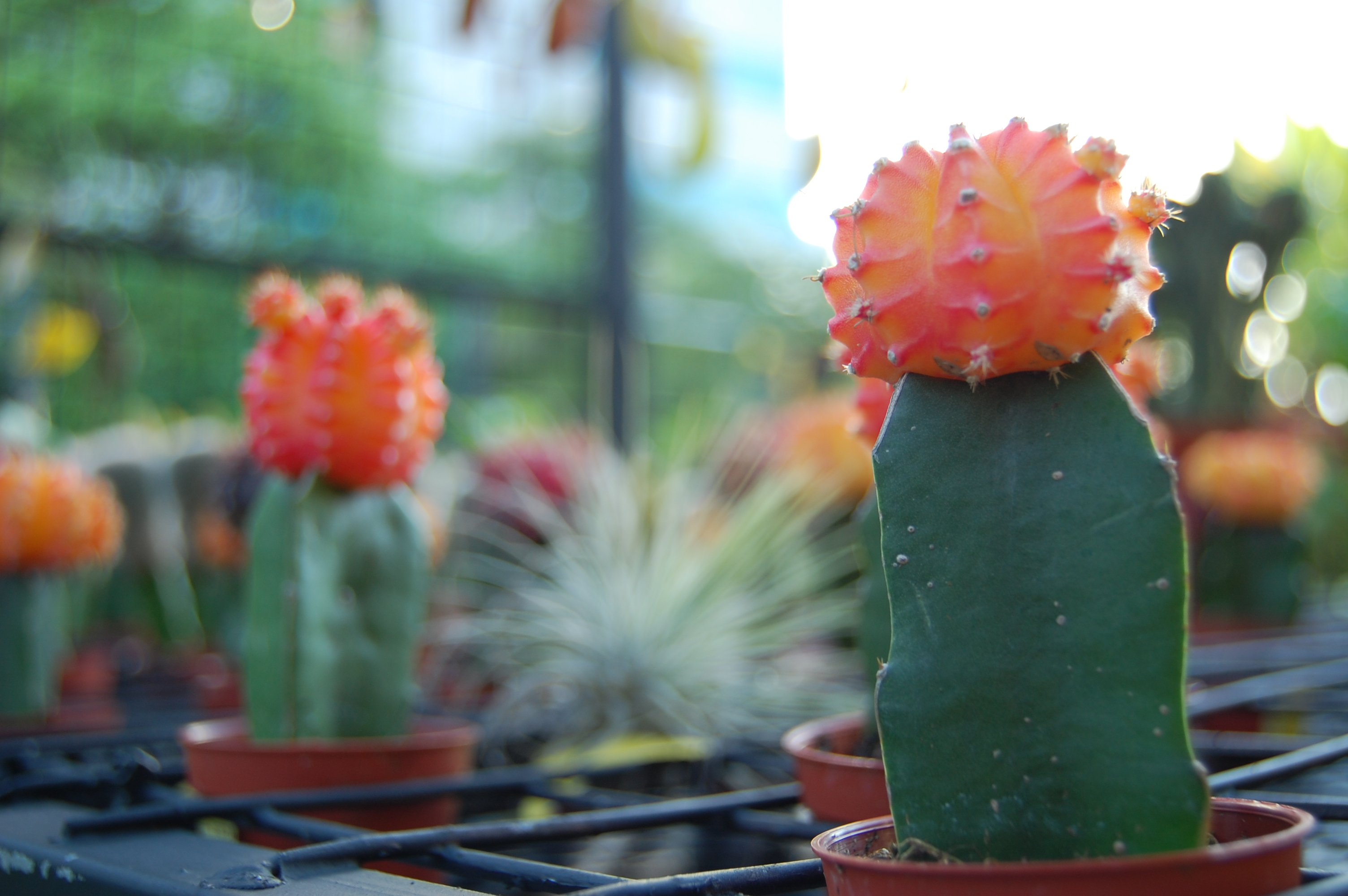
Empelt en cactus.

Empeltar és l'operació de fer un empelt entre dues plantes anomenades bionts. Una és l'empelt i l'altra és el patró o portaempelt, que és la planta que té les arrels i sobre la qual s'uneix la varietat a empeltar. L'empelt és un tipus de reproducció vegetativa utilitzada amb finalitats agronòmiques o estètiques.
En l'empeltada s'han d'unir les zones del càmbium dels dos exemplars, cosa que s'aconsegueix amb diverses tècniques i en uns moments determinats de la vegetació, generalment quan entren en saba o quan la perden.
De vegades, amb plantes del mateix gènere (Prunus) no prospera l'empelt, i de vegades sí que ho fa entre espècies diferents (com per exemple, perera en codonyer). Molts arbres fruiters (per exemple, els cítrics) sempre estan empeltats en el conreu comercial. Els arbres sorgits de llavor, a causa del seu origen sexual, no reprodueixen, generalment, les característiques de la varietat.
Des del 2003, s'organitza a Llobera cada any a l'inici d'octubre la Fira de l'Empelt.

## Finalitats d'empeltar
- Aprofitar les característiques adequades d'un patró (per exemple, resistència a l'asfíxia de les arrels).
- Escurçar el temps que es tarda en produir fruits; per exemple, un albercoquer nascut de llavor tarda 6 anys a donar fruit, però un empelt només en tarda dos.
- Reproduir plantes que autoarrelen malament; per exemple, la varietat d'olivera anomenada empeltre, nom relacionat amb empelt.
- Reproduir determinades varietats que han aparegut per mutació (per exemple, les pomes golden).
- Finalitats estètiques o comercials (barrejar varietats per aconseguir fruits diferents en un mateix arbre, combinar espècies de cactus, etc.).

## Alguns tipus d'empelt
- Empelt herbaci: usual en hortalisses com la síndria sobre patró d'una cucurbitàcia resistent a malalties.
- Empelt d'ullet: corrent en molts fruiters, consisteix a col·locar un borró o gemma de la planta a reproduir en un portaempelt; es fa a ull adormit (a principi de tardor) o a ull viu (a final de primavera).
- Empelt d'esquerda: en fruiters, es fa un primer tall transversal i net de la branca. Es fa un altre tall diametral que permeti separar la branca en dues parts i s'hi introdueix l'empelt.
- Empelt d'aproximació: partint de dues branques diferents, es rebaixa l'escorça d'ambdues i es lliguen de manera que tinguin contacte les dues zones rebaixades fins que s'arribin a soldar.
- Empelt de corona: es fa a finals d'hivern i principis de primavera. Es posen brots llenyosos amb alguns borrons al voltant d'un tall transversal del patró.

## Entre plantes
En general, perquè un empelt prosperi ha de ser del mateix gènere botànic que el patró. Tot i això, hi ha algunes excepcions com la del codonyer amb la perera o el pistatxo amb el pebrer del Brasil.
Alguns exemples de compatibilitats entre fruiters i altres arbres:
- L'albercoquer (prunus armeniaca) és compatible amb l'ametller (prunus dulcis o amygdalus communis), la prunera (prunus domestica i derivats), el presseguer i el nectariner (ambdós prunus persica), l'aranyoner (prunus spinosa), etc.
- L'alvocat (persea americana) és compatible amb altres varietats de la mateixa família com la persea indica.
- L'atzeroler (crataegus azarolus) és compatible amb l'arç blanc (crataegus monogyna), el codonyer (cydonia oblonga), la perera (pyrus communis i derivats), el nesprer del Japó (eriobotrya japonica), el nespler (mespilus germanica), la servera (sorbus domestica), etc.
- El castanyer és compatible amb qualsevol altra varietat del gènere castanea, com per exemple el castanyer d'Índia (aesculus hippocastanum).
- El cirerer (prunus avium) és compatible amb el guinder (prunus cerasus).
- Els cítrics (citrus), en general són compatibles entre tots ells.
- La noguera (juglans regia) és compatible amb altres varietats del gènere juglans, com per exemple la juglans nigra (noguera negra nord-americana).
- L'olivera (olea europaea) és compatible amb altres varietats del gènere olea.
- La pomera (malus domestica) només és compatible amb altres varietats del gènere malus.
- La mimosa (acacia dealbata) amb qualsevol altra varietat d'acàcia.

## Literatura sobre empelts
Sobre els empelts hi ha una munió d'obres i tractats. Una petita mostra continuació.
- Hi ha un poema sobre els empelts de Rutili Taure Emilià Pal·ladi, titulat De Insitione Carmen.[5][6] Pot consultar-se en traducció anglesa.[7] També en traducció francesa.[8]
- 1817. Tratado del injerto: en que se explica todo lo correspondiente al arte de injertar. C. Boutelou.[9]
- 1818. Agricultura general de Gabriel Alonso de Herrera.[10]
  - Gabriel Alonso de Herrera va publicar la seva obra el 1513. I parlava, entre altres coses, dels empelts. Hi ha una edició de 1520.[11]
- 1830. Trattato completo dell'innesto e dei tagli degli alberi.[12]
- 1862. The Science and Practice of Grafting, Pruning, and Training Fruit Trees ... From the French.[13]

## Galeria

Empelt anglès o de llengüeta[14]

## Terminologia tradicional
Els empelts són molt antics i amb una terminologia que varia segons l’àrea geogràfica. Als Països Catalans hi ha les traduccions de Ferrer Saiol (al català i al castellà) de l’obra de Pal·ladi (amb un poema original sobre els empelts en llatí). De forma independent a la terminologia oficial, pot ser útil recollir les paraules populars a partir de documents d’una difusió reconeguda.

### Llibre dels secrets de agricultura, casa rústica i pastoril(1617)
L’obra parla de cinc maneres d’empeltar.
- de inxa o fleca
- empeltar entre escorça i fusta
- empeltat de inxa amb barrina (hi ha dues variants)
- empeltar d’escudet
- empeltar de canonet

### GazophylaciumCatalano-Latinum(1696)
L’obra original pot consultar-se amb facilitat.
Esmenta els empelts següents a les entrades «empelt» i «empeltat».
- empeltar en escorsa
- en fesa
- en escudet
- en brot
- en tronc
- en corona
- en peu de cabra
- en botó o borró
- en perxa

### Enciclopèdia Espasa(1925)
Els articles són en castellà però, el prestigi i la difusió de l'obra permeten una consulta interessant.
Alguns termes d'empelts poden consultar-se a la veu "Injerto". Una mostra és la següent:
- «injerto por aproximación»
  - «Silvain»[19]
  - «Aiton o inglés»[20]
- «injertos de púa» o per «yemas con leño»
  - «injertos de lado»
    - «de lado sistema Girardia»

  - «por ramillas en forma de corona»
  - «de púas por lado»
  - «de púas sobre raíces»
- «injerto de flauta de fauno».[21]
- «injerto de pie de cabra».[22]

### Antoni Griera i Gaja(1953)
A la referència indicada hi ha molta informacio terminològica sobre els empelts.
I. L’EMPELT. II. ELS FLOCS DE NEU. Interpretación de los mapas 687 y 830 del Atlas Lingüístic de Catalunya. Antoni Griera.
Algunes expressions de l'obra:
- empelt anglès
- empelt d’agulla
- empelt de belitre
- empelt de borró
- empelt de botó
- empelt de briet
- empelt de brot
- empelt de brot adormit
- empelt de bruixa
- empelt de Cadillac[24][25]
- empelt de canonet
- empelt de canutat
- empelt d’escudet
- empelt d’escut
- empelt de fleca[26]
- empelt de Haussman
- empelt de pedaç
- empelt de pua de Cadillac
- empelt d’ull
- empelt d’ullet[27]
- empelt de Xerxu
- empeltar a la catalana
- empeltar a didal
- empeltar a l’anglesa
- empeltar a tasconet
- empeltar a ull